# Ржавчик (Тісульський округ)
Ржа́вчик (рос. Ржавчик) — селище у складі Тісульського округу Кемеровської області, Росія.

## Населення
Населення — 255 осіб (2010; 293 у 2002).
Національний склад (станом на 2002 рік):
- росіяни — 93 %